# Anita Hentschelová
Anita Hentschelová provdaná Ottová (12. prosince 1942, Löbnitz, Sasko – 18. dubna 2019) byla východoněmecká atletka, jejíž specializací byl hod diskem.
V roce 1966 získala za výkon 56,80 m bronzovou medaili na mistrovství Evropy v Budapešti. O dva roky později reprezentovala na letních olympijských hrách v mexickém Ciudad de México, kde ve finále skončila těsně pod stupni vítězů, na čtvrtém místě.